# Контракт рисовальщика
«Контракт рисовальщика» (англ. The Draughtsman’s Contract) — кинофильм режиссёра Питера Гринуэя.

## Сюжет
Действие происходит в августе 1694 года в Англии. Молодой и модный художник Нэвилл заключает контракт с миссис Херберт. Он должен сделать за 12 дней 12 рисунков недвижимости, принадлежащей хозяйке: её дома и окрестностей. Закончить работу необходимо до прибытия мужа миссис Херберт. Контракт включает также отдельные пункты, согласно которым миссис Херберт должна предоставлять художнику услуги интимного характера. Нэвилл соглашается, но в ответ требует, чтобы непосредственно во время рисования его никто и ничто не отвлекало.
На серии рисунков, выполненных с фотографической точностью, возникают странные детали. Они указывают на то, что в саду, окружающем дом, произошло убийство, а мистер Херберт уже никогда не вернётся. Дочь миссис Херберт указывает на них ничего не подозревающему художнику и намекает на обвинение его в убийстве. Нэвилл соглашается подписать другой контракт, согласно которому уже он должен ублажать бездетную замужнюю дочь миссис Херберт. Это приводит к её беременности, что вполне отвечает интересам семьи, так как в противном случае поместье наследовал бы племянник погибшего мистера Херберта.
Проживающий в доме бывший жених миссис Херберт, Томас, выступавший в роли нотариуса при заключении контракта с Нэвиллом, шантажирует её, в итоге предлагая обменять хранящийся у него контракт на 12 законченных рисунков. Сам он объясняет своё поведение тем, что обвинят в убийстве его и он будет защищаться этим контрактом, перекладывая на миссис Херберт ответственность. Объяснить всем исчезновение у неё рисунков решено их продажей. Томас устраивает дело так, что рисунки очень дорого выкупил зять миссис Херберт немец Луи Тальманн (будто бы у неё самой), чтобы будущий ребёнок не догадался о своём происхождении: импотента Луи убедили, что в рисунках содержатся чёткие намёки на измену его жены с Нэвиллом  (в этом убеждено и общество, символически изображённое двумя мимами и готовое платить большие деньги за рисунки). В куртуазной перебранке жена сообщает Луи, что, напротив, рисунки намекают на его соучастие в убийстве, в котором Луи заинтересован. Рисунки, таким образом, оказываются очень многозначны.
Тем временем Нэвилл возвращается в поместье овдовевшей миссис Херберт: он приносит ей подарок от своего нового заказчика — три граната. Он в заблуждении по-прежнему считает себя выигравшим, а её — проигравшей. Но он заинтересован ею; он просит разрешить ему сделать 13-й рисунок, предусмотренный контрактом для отбраковки, указывая на совпадение: тело мистера Херберта нашли именно в месте, которое миссис Херберт забраковала. Она соглашается, и предлагает продолжить их связь, на этот раз к обоюдному удовольствию. В выигрыше остаётся миссис Херберт. Во время любовного свидания она раскрывает ему символическое значение подарка, принесённого Нэвиллом. Неожиданно в комнату к ним входит дочь миссис Херберт и сообщает, что использовала Нэвилла, чтобы забеременеть.
Выясняется, что Луи Тальманн и его приближённые не в отъезде, хотя все считали иначе. Нэвилл в темноте делает 13-й рисунок. К нему подходит с самого начала ненавидевший его Луи со спутниками в масках и обвиняет его среди прочего в том, что Нэвилл прибыл вторично в поместье в надежде заключить новый выгодный контракт с миссис Херберт уже на постоянной основе (вероятно, женитьба и собственность в обмен на взаимное удовольствие), и намекает, что убийство задумано Нэвиллом (Луи давно мечтает его открыто обвинить). Нэвилл оправдывается и выдвигает встречные обвинения в убийстве Тальманну и спутникам, но ему нечем возразить, когда речь заходит о его последнем свидании с миссис Херберт. Ему остаётся только признать свой проигрыш из-за интриги, которую он не раскусил. Нэвиллу издевательски сообщают, что сейчас будет заключён новый контракт. О его мрачном содержании и финале фильма, объяснимом ненавистью Тальманна, зрителю предлагается узнать самостоятельно.
На протяжении фильма неоднократно появляется загримированный под статую обнажённый и до предела приближенный к природе человек, который противопоставлен уродливой вычурности всех персонажей фильма и совершенной правильности парка, где разворачивается действие.

## В ролях
- Энтони Хиггинс — мистер Нэвилл
- Джанет Сазман — миссис Херберт
- Энн-Луиз Ламберт — миссис Тальманн
- Хью Фрейзер — мистер Тальманн
- Нил Каннингем — мистер Нойс
- Дэйв Хилл — мистер Херберт
- Дэвид Гент — мистер Сеймур

## Рисунки мистера Нэвилла
1. Восточная сторона дома, средний план: содержит лестницу, приставленную к дому
2. Обелиски регулярного парка
3. Сохнущее бельё
4. Фасад дома с северо-запада
5. Мистер Тальманн на фоне Комптон-Энсти
6. Статуя Гермеса в парке

1. Лошадь перед фасадом дома
2. Купальня
3. Тисовая аллея
4. Восточная сторона дома, общий план
5. Перед входом в парк
6. Восточная сторона дома, крупный план

1. Конная статуя